# Automeris angulatus
Automeris angulatus är en fjärilsart som beskrevs av Conte 1906. Automeris angulatus ingår i släktet Automeris och familjen påfågelsspinnare. Inga underarter finns listade i Catalogue of Life.